# Сломово (Куявсько-Поморське воєводство)
Сломово (пол. Słomowo) — село в Польщі, у гміні Луб'янка Торунського повіту Куявсько-Поморського воєводства.
У 1975-1998 роках село належало до Торунського воєводства.